# Scandichrestus
Scandichrestus Wunderlich, 1995 è un genere di ragni appartenente alla famiglia Linyphiidae.

## Distribuzione
L'unica specie oggi nota di questo genere è stata rinvenuta in Svezia, Finlandia e Russia.

## Tassonomia
A giugno 2012, si compone di una specie:
- Scandichrestus tenuis (Holm, 1943)[3][4] — Svezia, Finlandia e Russia